# Coca (Segòvia)
Coca és un municipi de la província de Segòvia, a la comunitat autònoma de Castella i Lleó. Fou l'antiga Cauca de l'època romana, on l'any 347 nasqué el futur emperador romà Teodosi el Gran.

## Història
Durant la guerra lusitana, Cauca fou conquerida als vacceus per Luci Licini Lucul·le el 151 aC mitjançant l'engany. Els pobladors van capitular, però Lucul no va respectar el pacte i ordenà una matança de tots els habitants de la plana (aprox. 20.000) i als supervivents els esclavitzaren.
De l'època gòtico-mudèjar, es conserven les restes antigues de la vella església, la torre de San Nicolás.

## Administració
| Període      | Nom de l'alcalde/-essa      | Partit polític | Data de possessió |
| ------------ | --------------------------- | -------------- | ----------------- |
| 1979 - 1983  |                             |                | 19/04/1979        |
| 1983 - 1987  |                             |                | 28/05/1983        |
| 1987 - 1991  |                             |                | 30/06/1987        |
| 1991 - 1995  |                             |                | 15/06/1991        |
| 1995 - 1999  |                             |                | 17/06/1995        |
| 1999 - 2003  |                             |                | 03/07/1999        |
| 2003 - 2007  | Juan Carlos Alvarez Cabrero | PP             | 14/06/2003        |
| 2007 - 2011  | Juan Carlos Alvarez Cabrero | PP             | 16/06/2007        |
| 2011 - 2015  | n/d                         | n/d            | 11/06/2011        |
| 2015 - 2019  | n/d                         | n/d            | 13/06/2015        |
| 2019 - 2023  | n/d                         | n/d            | 15/06/2019        |
| Des del 2023 | n/d                         | n/d            | 17/06/2023        |